# Winthrop Graham
Winthrop Graham (ur. 17 listopada 1965 w regionie Saint Elizabeth) – jamajski lekkoatleta specjalizujący się w długich biegach płotkarskich, trzykrotny uczestnik letnich igrzysk olimpijskich (Seul 1988, Barcelona 1992, Atlanta 1996), dwukrotny srebrny medalista olimpijski, w biegu sztafetowym 4 × 400 metrów (1988) oraz biegu na 400 metrów przez płotki (1992).
W latach 1992 i 1993 dwukrotnie zdobył tytuły Najlepszego Sportowca Jamajki.
Mąż Niemki Yvonne Grabner (m.in. brązowej medalistki halowych mistrzostw świata w biegu na 1500 metrów, Budapeszt 1989), szwagier Kanadyjczyka Marka McKoya (m.in. złotego medalisty olimpijskiego w biegu na 110 metrów przez płotki, Barcelona 1992).

## Sukcesy sportowe
- czterokrotny mistrz Jamajki w biegu na 400 m ppł – 1991, 1992, 1993, 1995[1]
- złoty medalista mistrzostw NCAA w biegu na 400 metrów przez płotki (1989)[2].

| Rok  | Miasto       | Zawody                                   | Konkurencja                          | Wynik                       |
| ---- | ------------ | ---------------------------------------- | ------------------------------------ | --------------------------- |
| 1984 | Nassau       | CARIFTA Games                            | bieg na 400 m ppł                    | srebrny medal               |
| 1986 | Santiago     | igrzyska Ameryki Środkowej i Karaibów    | bieg na 400 m ppł                    | złoty medal                 |
| 1987 | Indianapolis | igrzyska panamerykańskie                 | bieg na 400 m ppł sztafeta 4 × 400 m | złoty medal brązowy medal   |
| 1987 | Caracas      | mistrzostwa Ameryki Środkowej i Karaibów | bieg na 400 m ppł                    | złoty medal                 |
| 1987 | Rzym         | mistrzostwa świata                       | sztafeta 4 × 400 m                   | 6. miejsce                  |
| 1988 | Seul         | igrzyska olimpijskie                     | sztafeta 4 × 400 m bieg na 400 m ppł | srebrny medal 5. miejsce    |
| 1990 | Seattle      | igrzyska Dobrej Woli                     | bieg na 400 m ppł                    | złoty medal                 |
| 1990 | Ateny        | finał Grand Prix IAAF                    | bieg na 400 m ppł                    | 3. miejsce                  |
| 1991 | Tokio        | mistrzostwa świata                       | bieg na 400 m ppł sztafeta 4 × 400 m | srebrny medal brązowy medal |
| 1992 | Barcelona    | igrzyska olimpijskie                     | bieg na 400 m ppł                    | srebrny medal               |
| 1992 | Turyn        | finał Grand Prix IAAF                    | bieg na 400 m ppł                    | 2. miejsce                  |
| 1993 | Stuttgart    | mistrzostwa świata                       | bieg na 400 m ppł                    | srebrny medal               |
| 1994 | Petersburg   | igrzyska Dobrej Woli                     | bieg na 400 m ppł                    | brązowy medal               |

## Rekordy życiowe
- bieg na 400 metrów – 45,59 – Westwood 03/09/1988
- bieg na 400 metrów przez płotki – 47,60 – Zurych 04/08/1993 (rekord Jamajki)